# Amyema miquelii
Amyema miquelii là một loài thực vật có hoa trong họ Loranthaceae. Loài này được (Lehm. ex Miq.) Tiegh. mô tả khoa học đầu tiên năm 1894.